# Gwyneth Dunwoody
Gwyneth Patricia Dunwoody (née Phillips ; 12 décembre 1930 - 17 avril 2008) est une femme politique du parti travailliste britannique, qui est députée d'Exeter de 1966 à 1970, puis de Crewe (plus tard Crewe et Nantwich de février 1974 à sa mort en 2008 . Elle est une socialiste avec une réputation de parlementaire farouchement indépendante, décrite comme «intelligente, obstinée, opiniâtre et travailleuse».

## Biographie

### Jeunesse et vie privée
Dunwoody est née à Fulham, Londres, où son père est agent parlementaire travailliste. Elle appartient à une dynastie politique expérimentée: son père, d'origine galloise Morgan Phillips, est un ancien mineur de charbon qui est secrétaire général du Parti travailliste entre 1944 et 1962; sa mère, Norah Phillips est une ancienne membre du London County Council qui devient pair à vie en 1964 (permettant à Dunwoody d'être titrée «l'honorable»), servant de whip du gouvernement à la Chambre des lords et de Lord Lieutenant du Grand Londres de 1978 à 1986. Ses deux grands-mères sont des suffragettes et les quatre grands-parents sont des fidèles du parti travailliste.
Elle fréquente l'école secondaire pour filles du comté de Fulham, maintenant l'école de filles Fulham Cross, et le couvent Notre Dame (un lycée pour filles) à Battersea. Elle quitte l'école à l'âge de 16 ans et devient journaliste dans un journal local à Fulham, couvrant les naissances, les mariages et les décès. Elle rejoint le parti travailliste en 1947 et prend la parole à la conférence du parti travailliste de 1948 à Scarborough. Elle travaille comme actrice dans un répertoire et comme journaliste aux Pays-Bas, apprenant le néerlandais, avant de souffrir de tuberculose.
Elle épouse John Dunwoody en 1954, la même année où il obtient son diplôme de médecin. Son mari est médecin généraliste basé à Totnes dans le Devon. Ils ont deux fils et une fille. Leur fille, Tamsin Dunwoody, est membre de l'Assemblée nationale du Pays de Galles pour un mandat entre 2003 et 2007 et, à partir de 2005, est vice-ministre des entreprises, de l'innovation et des réseaux au sein du Gouvernement gallois.
Son mari se présente comme candidat travailliste dans le siège conservateur sûr de Tiverton en 1959 et est près de gagner Plymouth Sutton en 1964, perdant par seulement 410 voix  (David Owen occupera plus tard le siège pendant plusieurs années pour les travaillistes).
Pendant ce temps, Dunwoody est conseillère au Totnes Borough Council (maintenant South Hams) de 1963 à 1966. Son mari est finalement élu député travailliste de Falmouth et Camborne en 1966 (elle est élue au même moment à Exeter). Il est Sous-secrétaire d'État parlementaire au ministère de la Santé et de la Sécurité sociale de 1969 à 1970. Orateur réputé à la conférence du parti travailliste, John Dunwoody est considéré comme un futur chef du parti, mais il perd son siège aux élections générales de 1970 et ne retourne pas au Parlement. Ils ont divorcent en 1975.

### Carrière parlementaire
Dunwoody se présente comme candidate du Parti travailliste pour le siège d'Exeter aux élections générales de 1964. Elle est élue députée d'Exeter en 1966, imitant son mari à Falmouth et Camborne. Comme son mari, elle est également ministre subalterne, secrétaire parlementaire de la Chambre de commerce et perd également son siège aux élections générales de 1970.
De 1970 à 1975, elle est directrice de l'Association des producteurs de films de Grande-Bretagne et consultante de l'Association of Independent Cinemas.
Elle est réélue à la Chambre des communes après l'élection générale de février 1974, devenant députée pour le siège travailliste sûr de Crewe, après avoir reçu le parrainage de l'Union nationale des cheminots (plus tard partie de RMT). Dunwoody est également membre du Parlement européen entre 1975 et 1979 (aux côtés de John Prescott) à une époque où les députés étaient nommés par les parlements nationaux. Les députés européens sont élus directement depuis 1979.
En 1983, Dunwoody se présente aux élections comme chef adjoint du parti travailliste, aux côtés de Peter Shore, sur une plate-forme eurosceptique  (une position qu'elle a constamment maintenue tout au long de sa carrière - elle a voté sept fois contre le traité de Maastricht). Le poste est remporté par Roy Hattersley, et Dunwoody arrive dernière des quatre candidats avec 1,3% du Collège électoral.
Elle n'obtient pas de poste ministériel, mais est porte-parole, tour à tour, sur les transports, la santé et les affaires étrangères pendant les 18 années d'opposition travailliste de 1979 à 1997. Elle siège également au Comité exécutif national travailliste pendant sept ans, de 1981 à 1988, en étroite collaboration avec Betty Boothroyd. Elle résiste au groupe militant de sa circonscription et s'est par la suite opposée aux listes restreintes exclusivement féminines.
En 1983, les changements de frontières abolissent la circonscription de Crewe et créent la circonscription de Crewe et Nantwich, avec de nombreux électeurs conservateurs de Nantwich inclus dans le nouveau siège. Elle remporte de justesse l'élection en 1983 par 290 voix . Elle reste députée à Crewe et Nantwich jusqu'à sa mort en 2008, après avoir bénéficié d'une nouvelle refonte des frontières en 1997 qui a considérablement augmenté sa majorité.
En 1998, elle fait la une des journaux du monde entier lorsqu'elle affronte le Maire de New York Rudy Giuliani demandant le retour des poupées originales Winnie l'ourson du Donnell Library Center au British Museum après avoir déclaré avoir "détecté de la tristesse" dans leur affichage derrière un vitrage pare-balles dans la bibliothèque des États-Unis.
En octobre 2000, elle est l'une des nombreuses candidates à la présidence de la Chambre des communes. L'élection est remportée par le député Michael Martin.
En tant que députée d'une circonscription étroitement liée à l'industrie ferroviaire, elle possède une expertise considérable en matière de transport et est présidente du Comité des transports de la Chambre des communes de 1997 à 2008. Dans ce poste, elle est une critique crédible et indépendante du gouvernement. Son implication dans les chemins de fer va au-delà des responsabilités parlementaires et, en décembre 2007, elle remet la plaque convoitée du National Railway Heritage Award à une équipe de bénévoles de Swanage Railway pour l'installation d'une passerelle historique à la gare de Corfe Castle.
Une tentative des whips du gouvernement de la destituer, ainsi que Donald Anderson, président du Comité spécial des affaires étrangères, de leurs fonctions après les élections générales de 2001 conduit à une révolte des députés d'arrière-ban, qui aboutit à leur réintégration.
Elle est présidente de Labour Friends of Israel de 1988 à 1993 et consultante parlementaire auprès de la British Fur Federation. Elle est l'une des 13 députés travaillistes à voter contre une réduction de l'âge du consentement pour les actes homosexuels à 16 ans.
Elle a une maison dans sa circonscription et un appartement au Barbican. Elle a souffert de problèmes financiers à la fin des années 1980, avec sa maison de circonscription reprise en raison d'arriérés d'hypothèques, et une menace d'expulsion de son appartement londonien et de saisie des meubles par des huissiers pour faire face aux arriérés de loyer . Elle est poursuivie par la Barclays Bank en raison d'un prêt impayé  .
Le Daily Telegraph la décrit comme "intelligente, acerbe, farouchement indépendante et souvent tout simplement drôle", notant sa volonté de mettre de côté l'allégeance au parti .
Dunwoody est décédée dans la soirée du 17 avril 2008 à l'hôpital John Radcliffe d'Oxford, à la suite d'une opération cardiaque d'urgence ,. Ses funérailles ont lieu à Église Sainte-Marguerite de Westminster le 8 mai 2008 . Elle est enterrée au cimetière North Sheen.
Sa fille Tamsin Dunwoody est choisie comme candidate du Parti travailliste à l'élection partielle de Crewe et Nantwich du jeudi 22 mai 2008. Dunwoody perd l'élection partielle et le candidat conservateur, Edward Timpson, remplace sa mère.
Fin septembre 2007, Dunwoody a battu le record d'Irene Ward du plus long service total pour une femme députée, à 37 ans et 9 mois. Début décembre 2007, elle a battu le record de Barbara Castle du plus long service ininterrompu pour une femme députée, à 33 ans et 9 mois. Ces records ont depuis été battus respectivement par Margaret Beckett et Harriet Harman.
En janvier 2007, l'opérateur ferroviaire GB Railfreight nomme la locomotive 66719 Gwyneth Dunwoody . Dunwoody Way à Crewe porte le nom de Gwyneth Dunwoody.